# Grewia robusta
Grewia robusta är en malvaväxtart som beskrevs av William John Burchell. Grewia robusta ingår i släktet Grewia och familjen malvaväxter. Inga underarter finns listade i Catalogue of Life.

## Bildgalleri

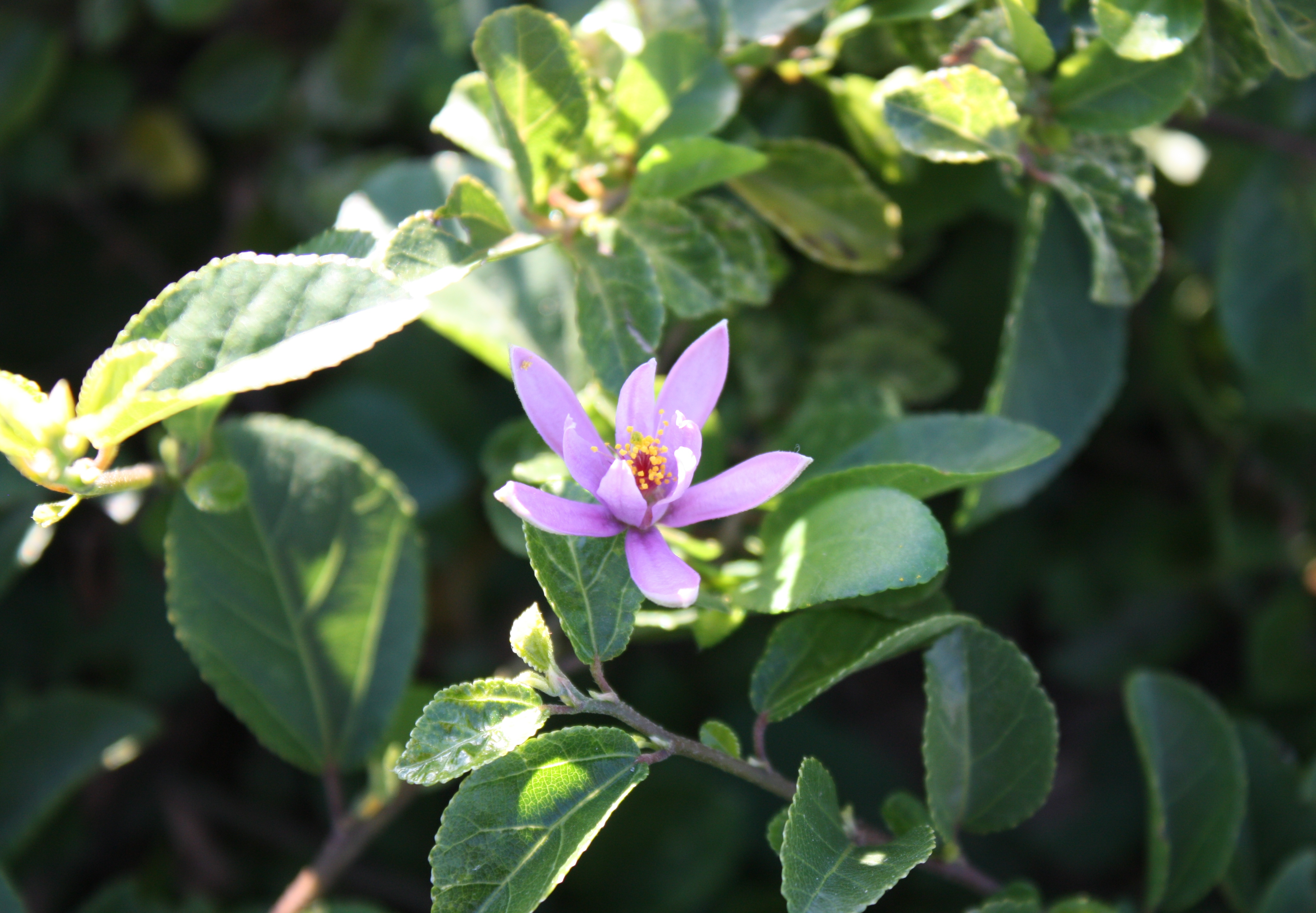